# Okrug Banská Bystrica
Okrug Banská Bystrica (slovački: Okres Banská Bystrica) nalazi se u središnjoj Slovačkoj u Banskobistričkom kraju.  U okrugu živi 106 604 stanovnika, dok je gustoća naseljenosti 131,70 stan/km². Ukupna površina okruga je 809,44 km². Glavni grad okruga Banská Bystrica je istoimeni grad Banská Bystrica s 73 533 stanovnika.

## Stanovništvo
| Godina:     | 1994.   | 2004.   | 2014.   | 2024.   |
| ----------- | ------- | ------- | ------- | ------- |
| Broj ljudi: | 112 520 | 111 419 | 111 018 | 106 604 |
| Razlika:    |         | −0,97 % | −0,35 % | −3,97 % |

| Godina:     | 2023.   | 2024.   |
| ----------- | ------- | ------- |
| Broj ljudi: | 107 199 | 106 604 |
| Razlika:    |         | −0,55 % |

## Gradovi
Banská Bystrica

## Općine
| - Badín - Baláže - Brusno - Čerín - Dolná Mičiná - Dolný Harmanec - Donovaly - Dúbravica - Harmanec - Hiadeľ - Horná Mičiná - Horné Pršany - Hrochoť - Hronsek | - Kordíky - Králiky - Kynceľová - Lučatín - Ľubietová - Malachov - Medzibrod - Moštenica - Motyčky - Môlča - Nemce - Oravce - Podkonice - Pohronský Bukovec | - Poniky - Povrazník - Priechod - Riečka - Sebedín-Bečov - Selce - Slovenská Ľupča - Staré Hory - Strelníky - Špania Dolina - Tajov - Turecká - Vlkanová |

## Vanjske poveznice
|  | Zajednički poslužitelj ima još gradiva o temi Okrug Banská Bystrica |